# Nikita Dawydow
Nikita Aleksandrowicz Dawydow, ros. Никита Александрович Давыдов (ur. 9 kwietnia 1988 w Ufie) – rosyjski hokeista.

## Kariera
- Saławat Jułajew 2 Ufa (2003-2008)
- Nieftianik Leninogorsk (2008-2009)
- Toros Nieftiekamsk (2009-2012)
- Saławat Jułajew Ufa (2012)
- Atłant Mytiszczi (2012-2013)
- Kubań Krasnodar (2013-2014)
- Sputnik Niżny Tagił (2014-2015)
- Ariada Wołżsk (2015)
- Grästorps IK (2016-2017)
- HK Czeboksary (2017)
- Iżstal Iżewsk (2017-2018)

Wychowanek Saławata Jułajew Ufa. W sezonie KHL (2012/2013) był zawodnikiem Atłanta Mytiszczi, jednak rozegrał łącznie jedynie pięć spotkań. W czerwcu 2013 miał powrócić do Saławatu, zaś w lipcu został zawodnikiem Kubania Krasnodar, związany dwuletnim kontraktem. Następnie występował w Sputniku Niżny Tagił od 2014 do 2015. Od września do listopada 2015 zawodnik Ariady Wołżsk. Od maja 2016 zawodnik szwedzkiego klubu Grästorps IK. Sezon 2017/2018 rozpoczął w Czeboksarach, a od października 2017 kontynuował w Iżstali Iżewsk. Odszedł stamtąd na początku  stycznia 2018.

## Sukcesy
Klubowe
- Złoty medal Wyższeh Hokejowej Ligi /  Puchar Bratina: 2012 z Torosem Nieftiekamsk

Indywidualne
- Wysszaja Chokkiejnaja Liga (2010/2011):
  - Najlepszy bramkarz miesiąca - wrzesień 2010, styczeń 2011
- Wysszaja Chokkiejnaja Liga (2014/2015):
  - Najlepszy bramkarz miesiąca - grudzień 2014